# 德米特里·拉梅伊金
德米特里·维克托罗维奇·拉梅伊金（俄语：Дмитрий Викторович Ламейкин；1977年2月27日—）是俄罗斯政治人物，第七届和第八届国家杜马的代表。2007年，他获得了经济学副博士学位。
高中毕业后，拉梅伊金在塞浦路斯营销学院学习。此后，他在塞浦路斯《库班商业》报社担任记者。1997年，他回到克拉斯诺达尔，担任《沃尔纳亚库班》编辑部副主编。2010年10月10日，他当选为第五届克拉斯诺达尔市杜马代表。2012年至2016年，他担任克拉斯诺达尔边疆区立法议会代表。2016年，他成为第七届国家杜马代表。自2021年9月起，他担任克拉斯诺达尔边疆区选区第八届国家杜马代表。

## 制裁
拉梅伊金于2022年因俄乌战争而受到英国政府制裁。